# Legutio
Legutio – gmina w Hiszpanii, w prowincji Álava, w Kraju Basków, o powierzchni 45,85 km². W 2011 roku gmina liczyła 1762 mieszkańców.